# Saku (Japon)
Pour les articles homonymes, voir Saku.
Saku (佐久市, Saku-shi) est une ville de la préfecture de Nagano, au Japon. Elle est la quatrième plus importante municipalité de la préfecture en termes démographique après Nagano, Matsumoto et Ueda.

## Géographie

### Situation
La ville de Saku est localisée au centre-est de la préfecture de Nagano, au Japon et se situe dans un bassin géographique entouré de montagnes telles que les monts Asama et Arafune (ja). La ville fut lourdement touchée par le typhon Hagibis en octobre 2019.

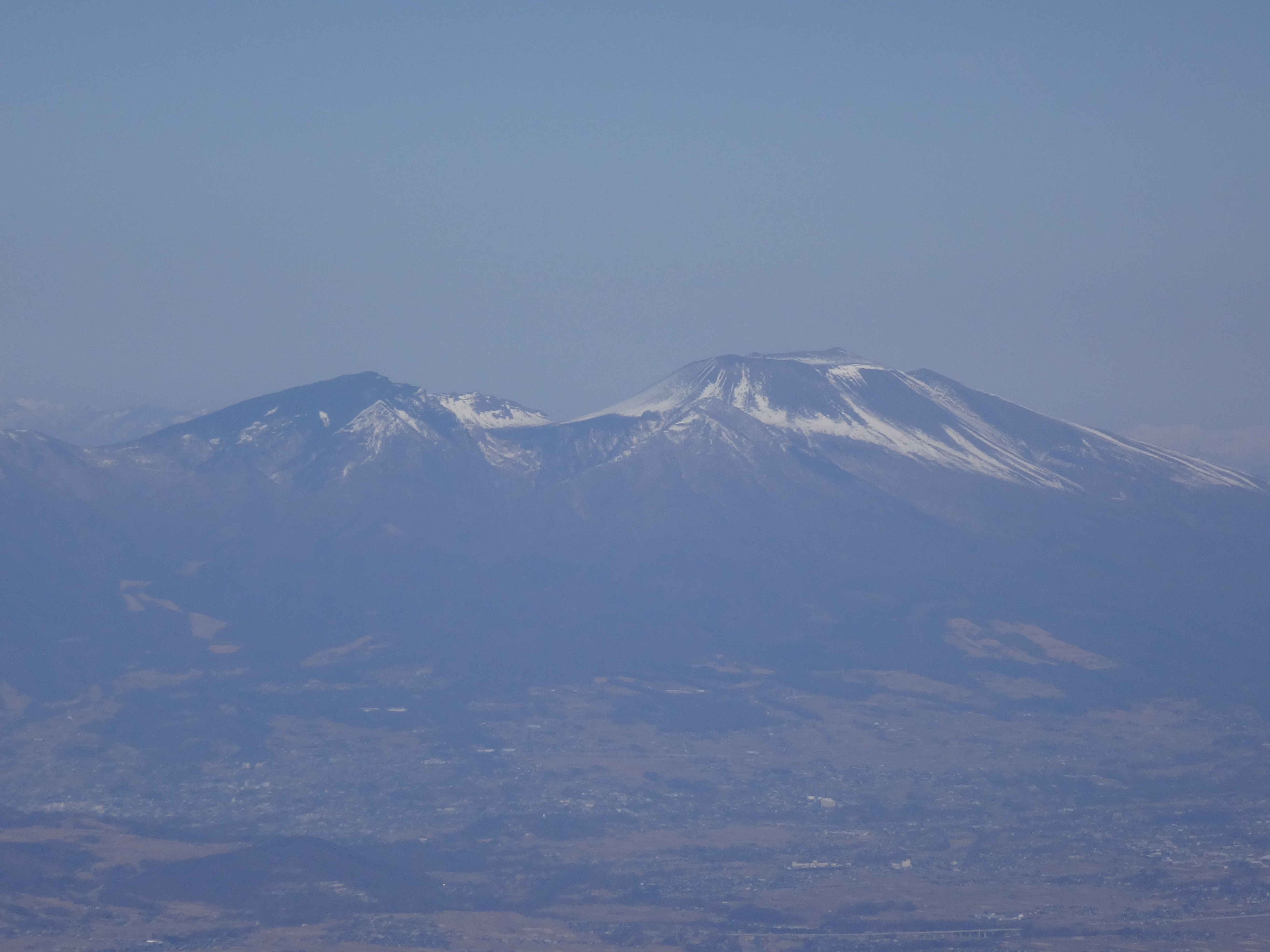
Le mont Asama.
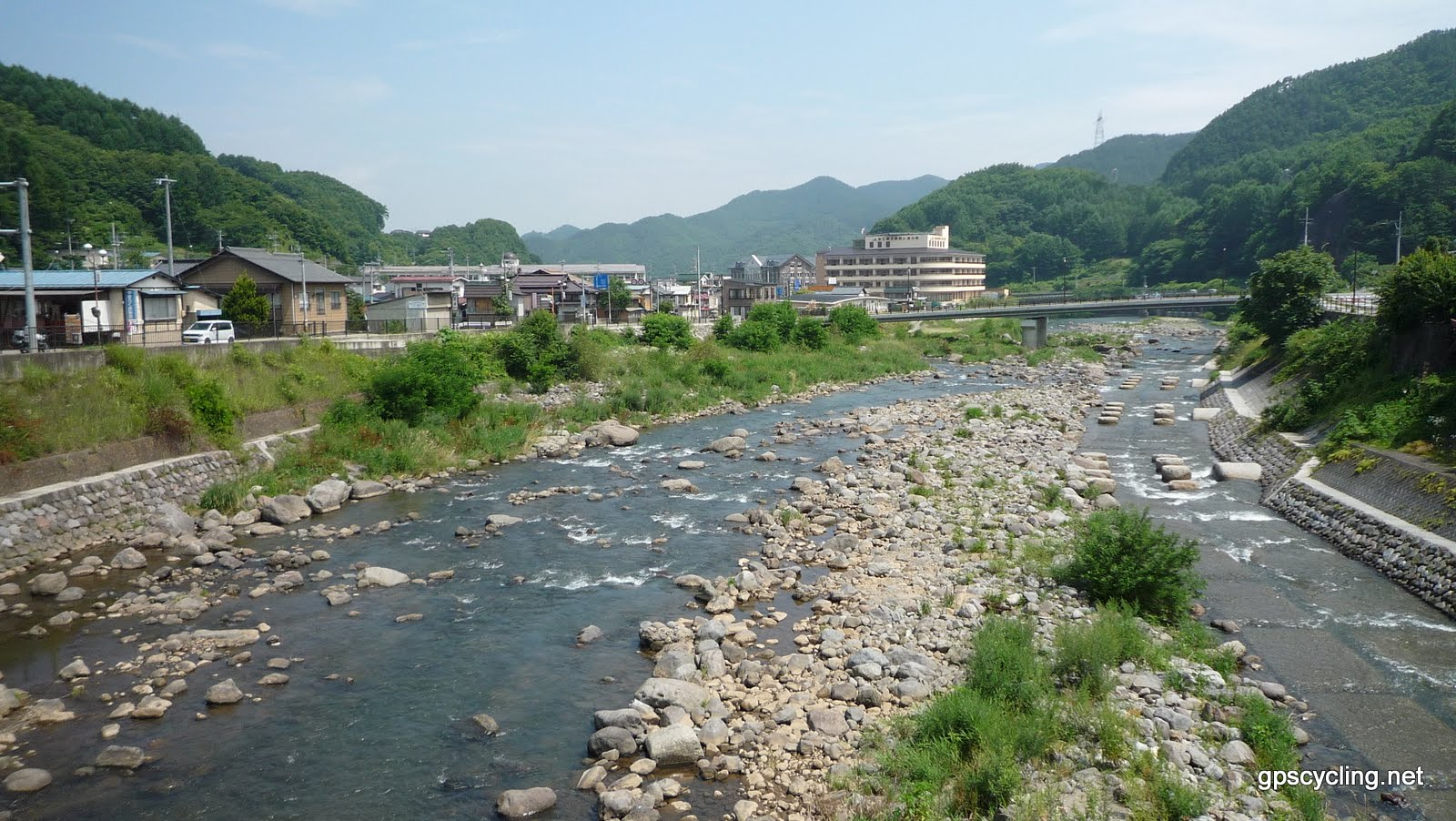
Le fleuve Chikuma.
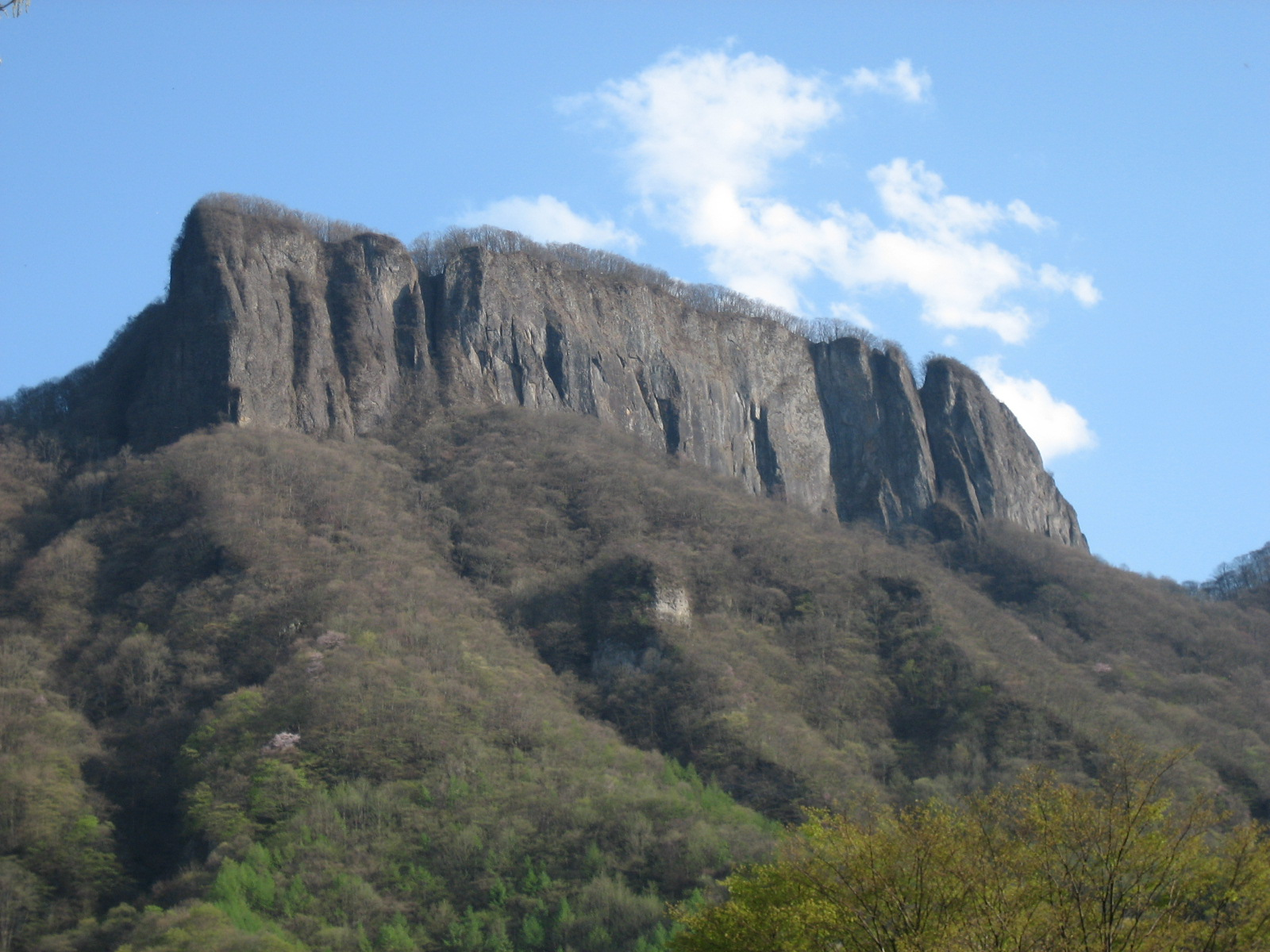
Le mont Arafune.

### Démographie
En janvier 2022, la population totale de Saku était estimée à 98 439 habitants répartis sur une superficie de 423,51 km2.

### Hydrographie
La ville de Saku est traversée par le fleuve Chikuma.

## Histoire
Au cours de son histoire, la ville de Saku a connu plusieurs réorganisations (fusions) municipales (intégrant Asashina, Mochizuki et Usuda)

## Transports
- La ville de Saku est desservie par la ligne Shinkansen Hokuriku (via Nagano) à la gare de Sakudaira.
- La ligne Koumi (entre Komoro et Kobuchizawa) traverse également la ville.
- Plusieurs liaisons autoroutières entre Saku et grandes villes (Tokyo, Osaka, Kyoto, Nagano)[1]
- Il existe plusieurs lignes de bus et des taxis à la demande comme modes de transport en commun à Saku[2].

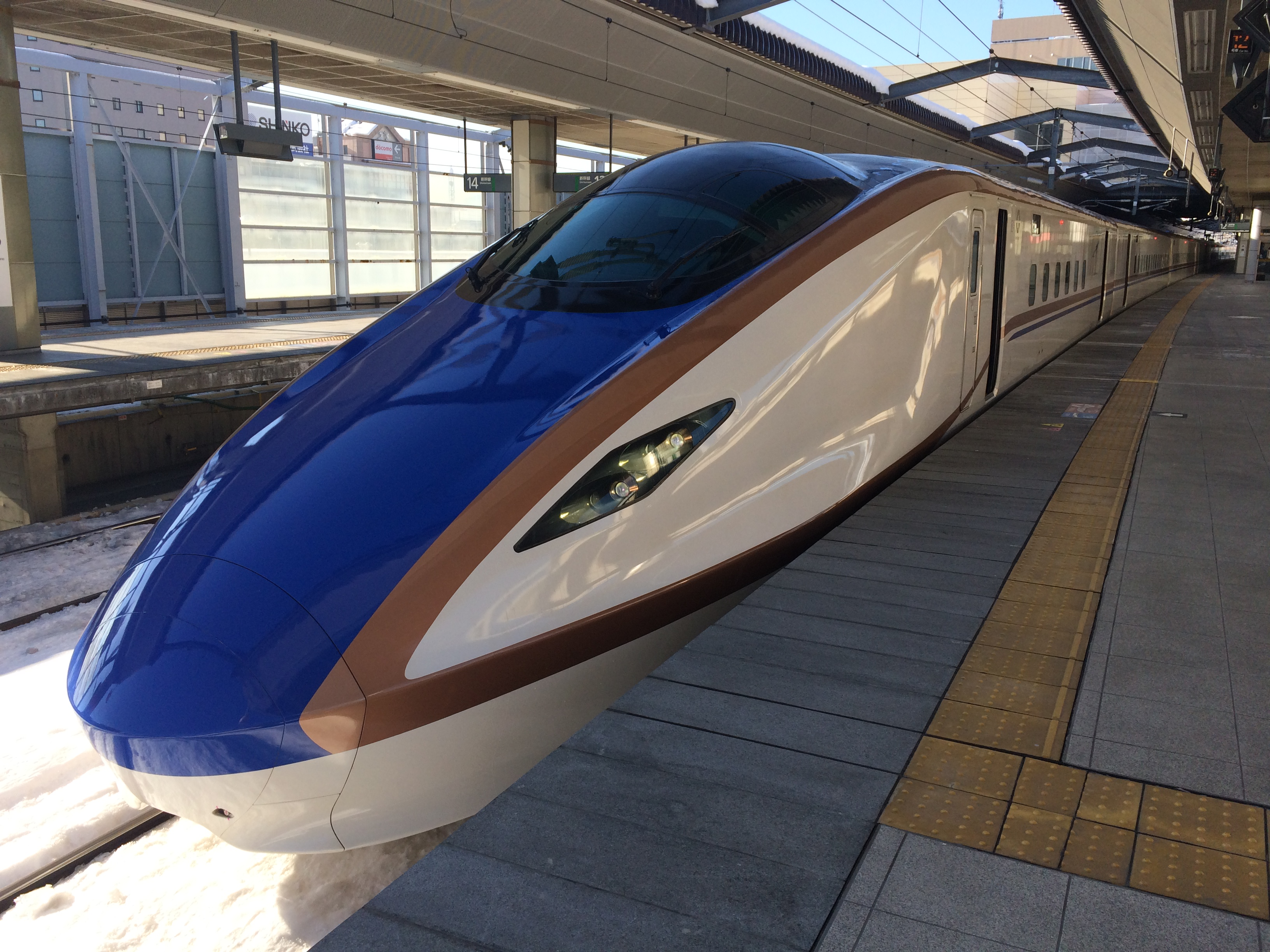
Hokuriku shinkansen.
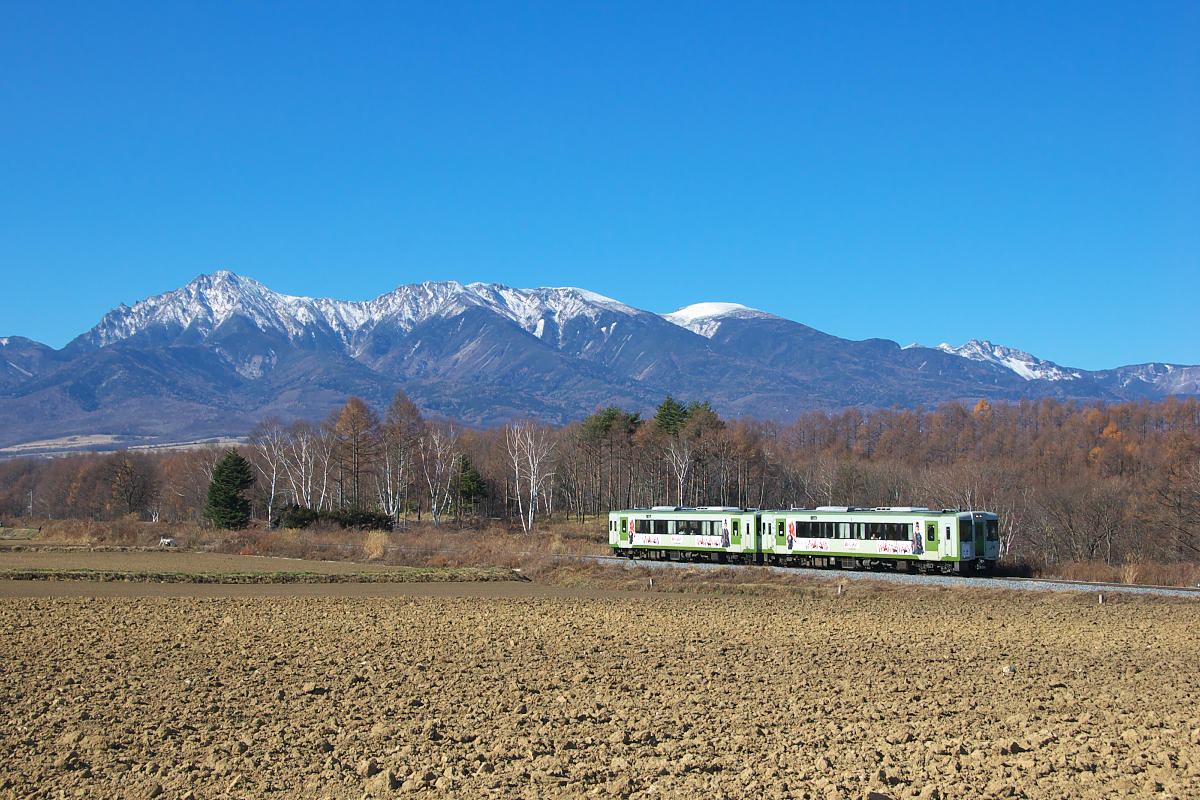
Ligne Koumi.

## Culture locale et patrimoine
Saku possède un observatoire astronomique : le centre d'espace lointain d'Usuda, un centre de loisirs : Parada, où se pratiquent diverses activités de plein air (camping, observation de la nature, etc.), des musées et des monuments historiques, constituant autant d'attractions touristiques.

### Monuments historiques
- Temple Teisho (Teisho-ji[l 1])[4].
- Sanctuaire Hanazura (Hanazura-Inari)[5].
- Sanctuaire Shinkai Sansha[6].
- Château de Tatsuoka (domaine occupé par une école primaire)[7].
- Ancienne école primaire de Nakagomi[l 2]. Datant de 1875, ce bâtiment, classé bien culturel important national en 1969, est le plus vieil exemple du giyōfū, style architectural japonais mêlant savoir-faire occidentaux et autochtones[8],[9].

### Musées
- Musée municipal d'art moderne, fondé en 1983[10]
- Musée scientifique Sakumo, destiné aux enfants[11]

### Manifestations culturelles
- Festival de montgolfières de Saku, organisé, chaque année, durant le Golden Week[12].
- Route des cosmos[l 3]. Chaque année, en septembre, neuf kilomètres de bordures de route sont fleuris de cosmos[13].

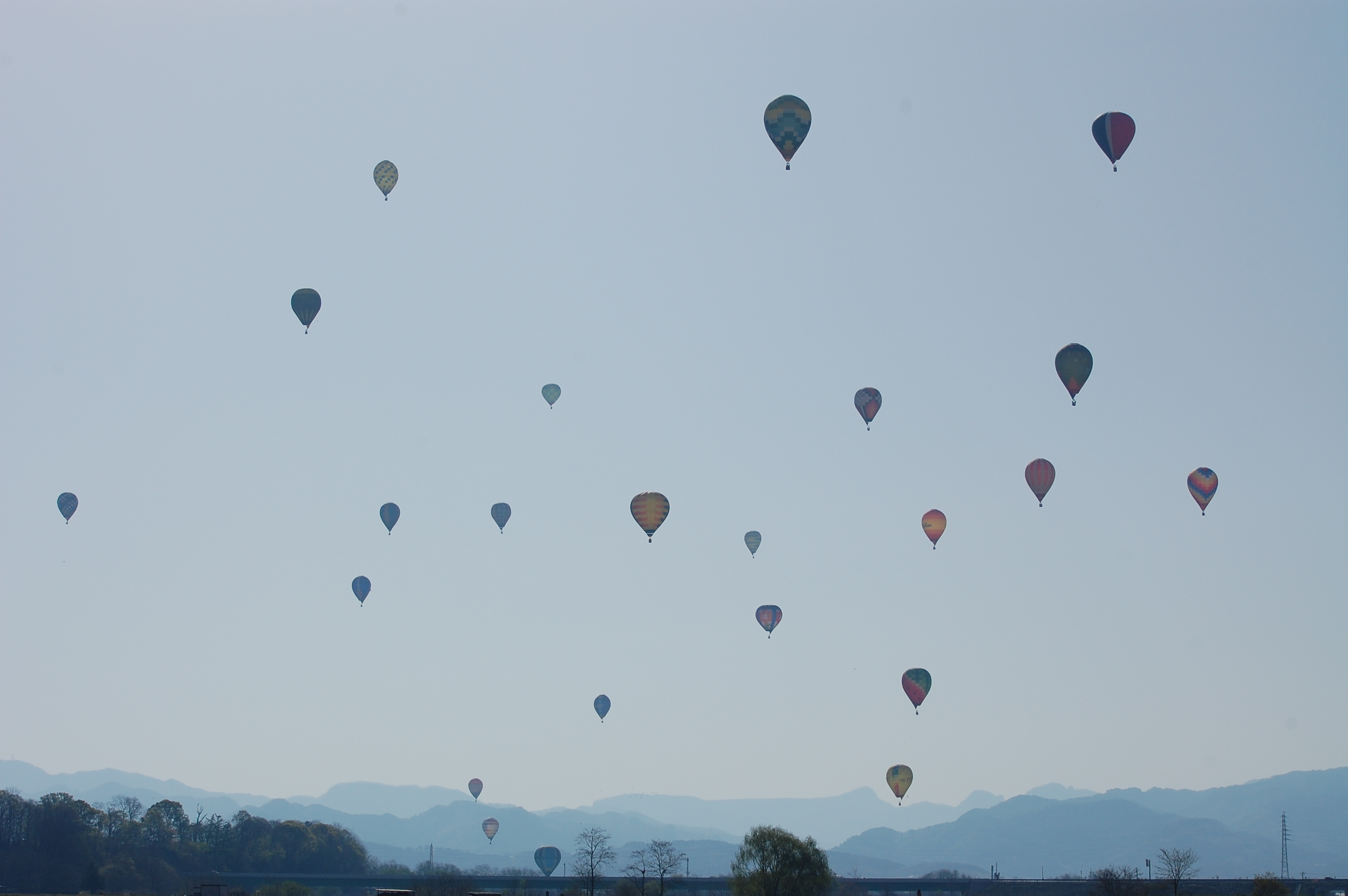
Festival de montgolfières de Saku.
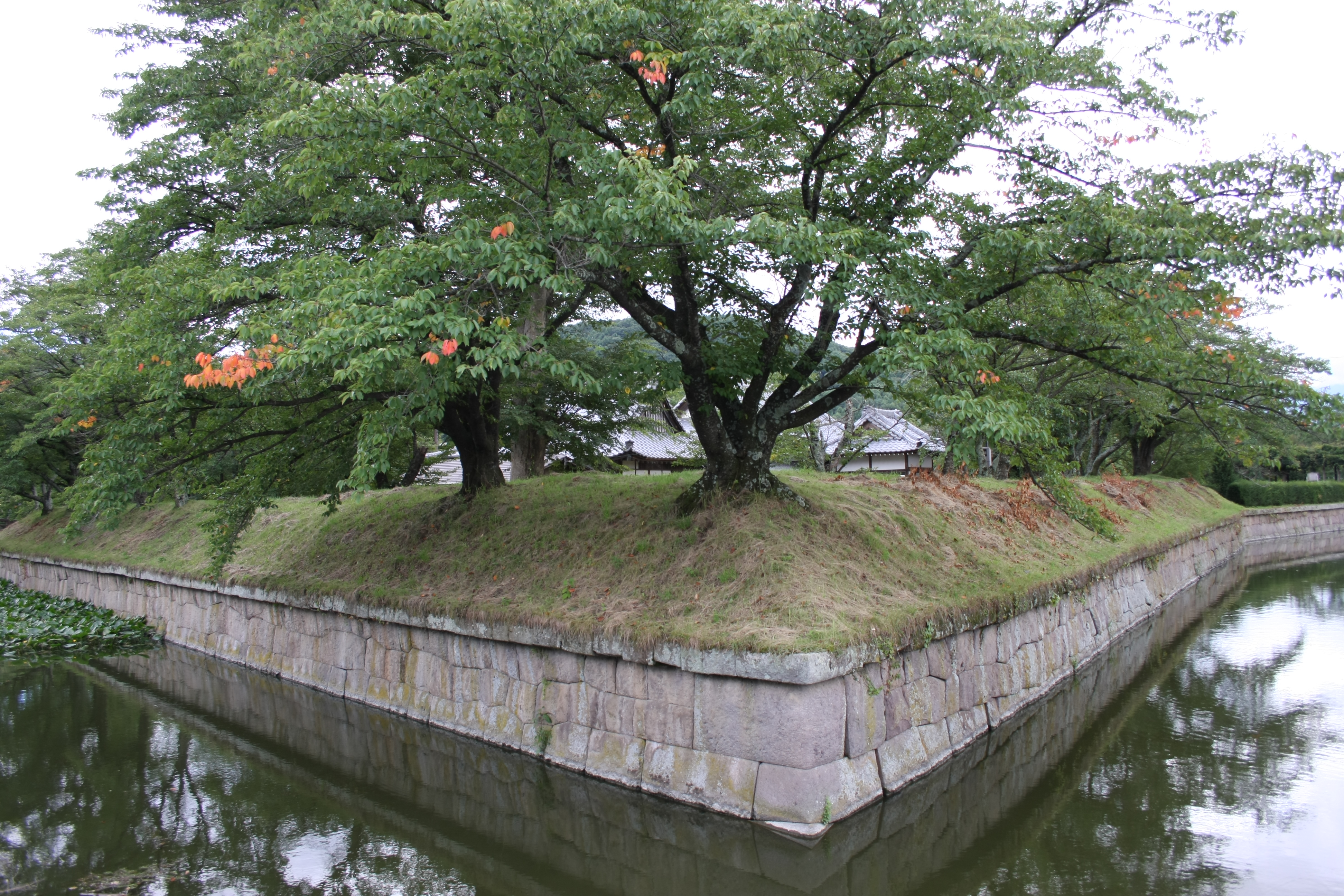
Château de Tatsuoka.
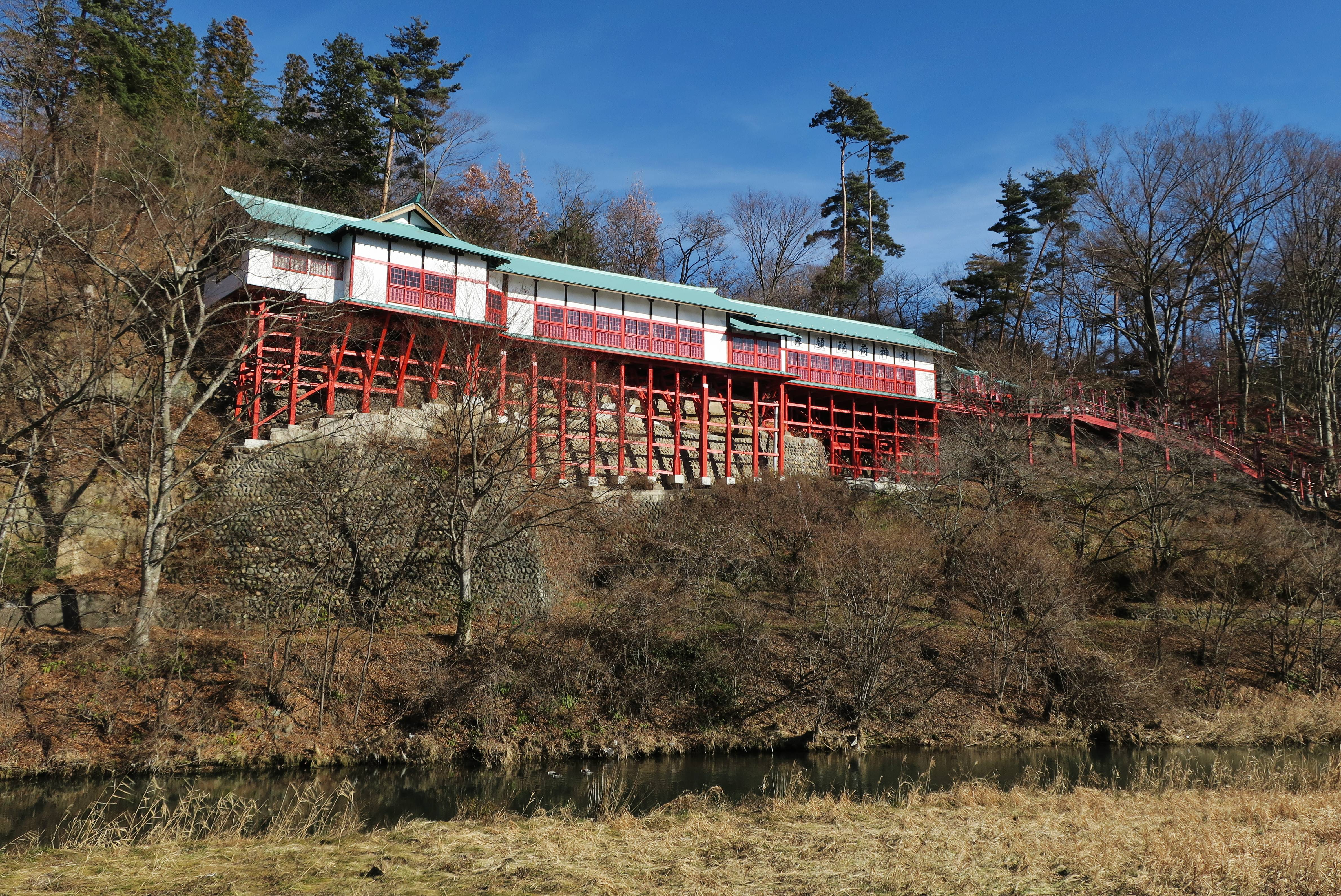
Sanctuaire Hanazura.
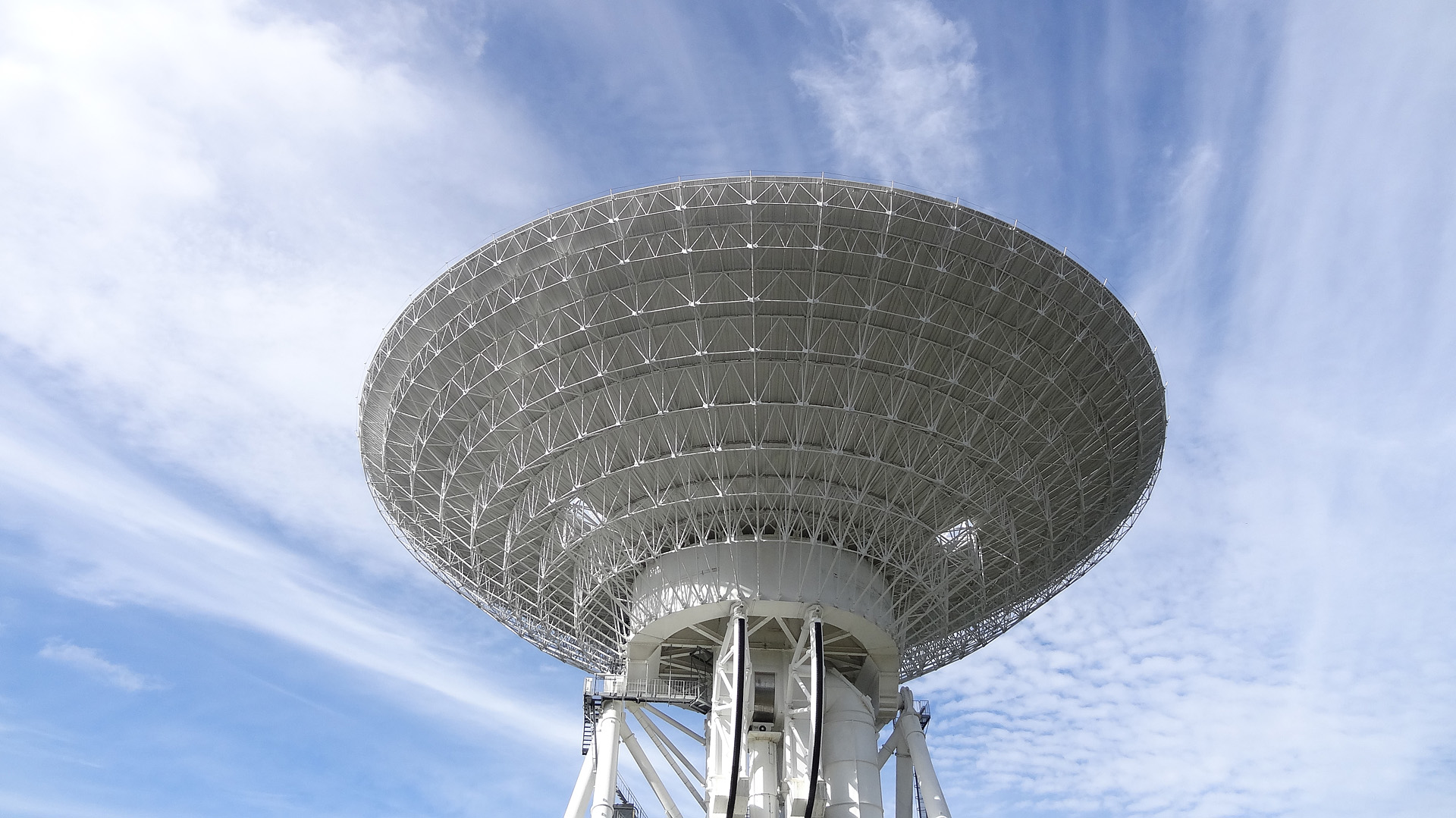
Centre d'espace lointain d'Usuda.
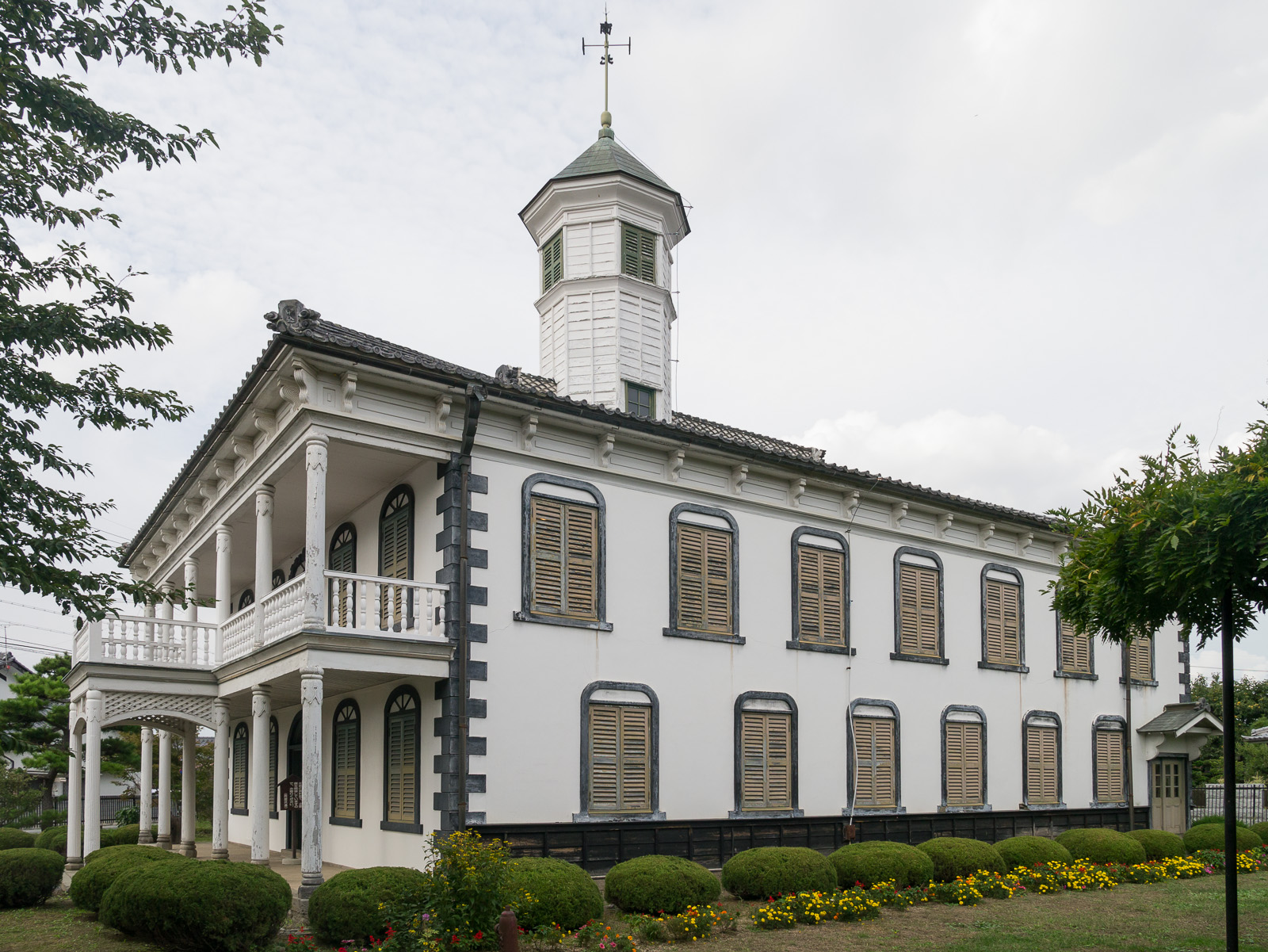
Ancienne école primaire de Nakagomi.

### Patrimoine gastronomique
Saku entretient une activité piscicole, notamment organisée autour de l'élevage de carpes.
La ville produit une variété de miso appelée anyōjimiso. Elle est également réputée pour ses nombreuses pâtisseries (japonaises et occidentales). Il en existe une quinzaine. Avec Jiyūgaoka (quartier de Tokyo) et Kobe, Saku est l'une des « trois plus grandes villes pâtissières » du Japon,.

#### Alcools
Saku rassemble onze maisons de production de saké (il en existe treize dans la région) et deux brasseries indépendantes.

## Personnalités liées à la municipalité
- Toshikazu Wakatsuki (en), chirurgien né à Tokyo le 26 juin 1910 (décédé le 22 août 2006), pionnier de la médecine rurale, et l'un des pionniers du centre hospitalier de Saku.
- Kōsei Matsui, potier et céramiste désigné trésor national vivant du Japon en 1993, est né à Motomaki (ancien nom de Saku) le 20 mai 1927.
- Kan Sakurai, photojournaliste et spécialiste ferroviaire, né le 9 mars 1945 à Komoro. Il a vécu à Saku.
- Buronson, scénariste de nombreux mangas, entre autres de Ken le Survivant, né le 16 juin 1947 à Saku.
- Makoto Shinkai, réalisateur de films d'animation, entre autres de Your Name. Né dans la municipalité de Koumi (région de Saku). Il a effectué ses études secondaires supérieures à Saku.

## Jumelages et relations externes
- Jumelage avec  Avallon (France) depuis le 14 juillet 1976
- Jumelage avec  Saku (ville homonyme en Estonie) depuis le 1er mai 2019